# Johannes Cronauer

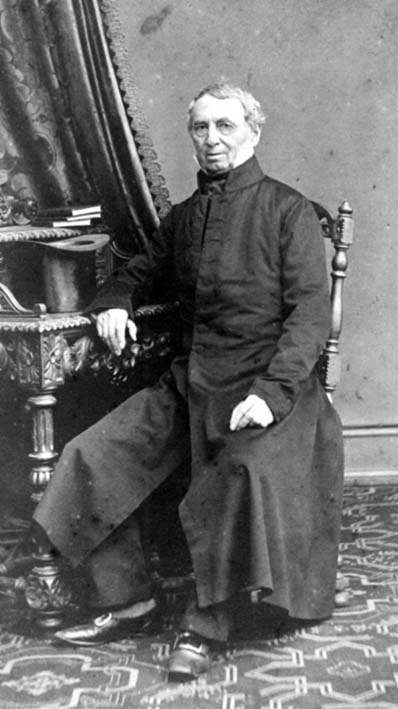
Domkapitular Johannes Cronauer

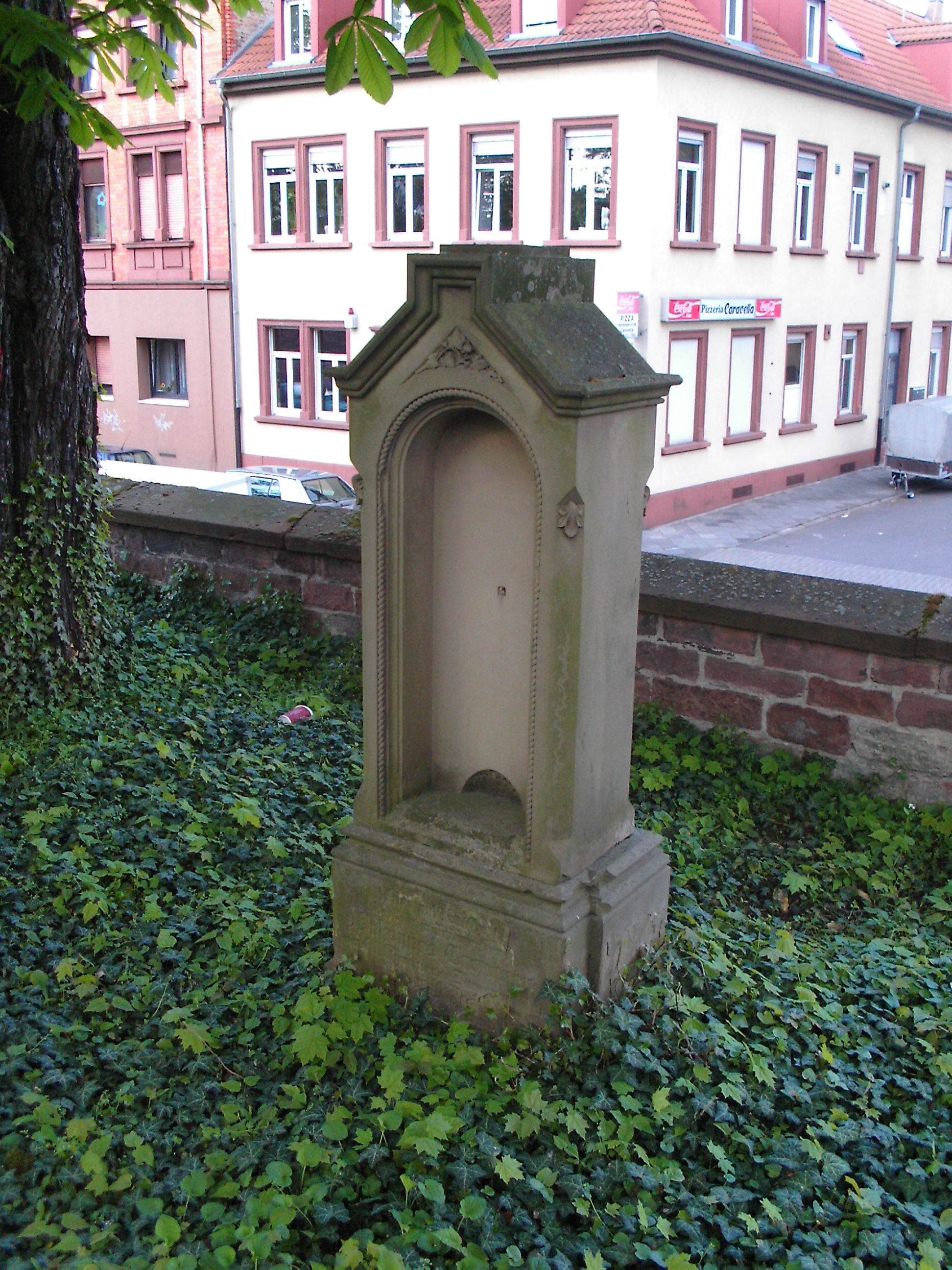
Beschädigter Grabstein von Johannes Cronauer, Speyer, Domkapitelsfriedhof.

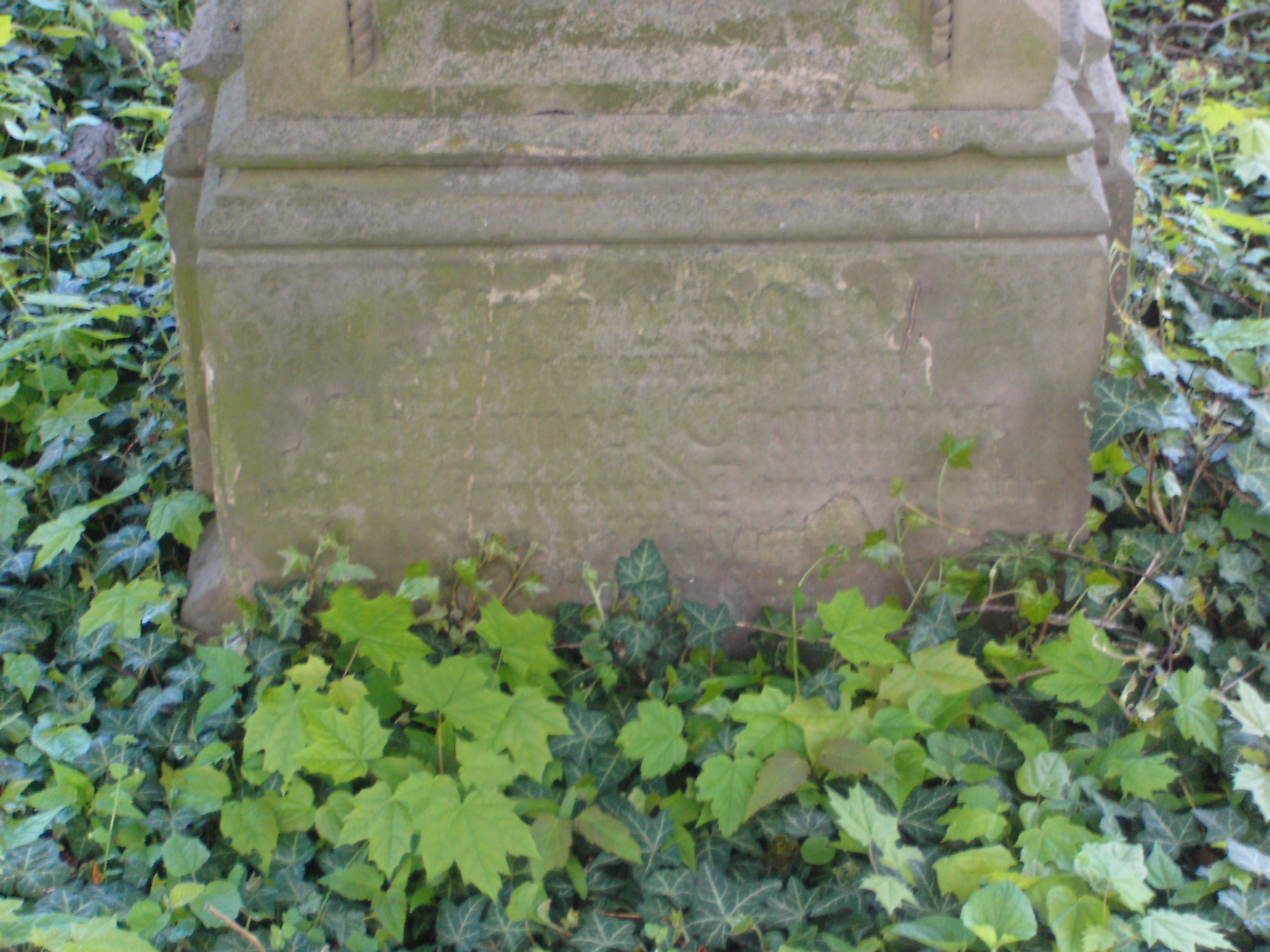
Grabinschrift von Domkapitular Cronauer, schon stark verwittert.

Johannes Cronauer (* 6. Juni 1793 in Clausen; † 20. November 1870 in Speyer) war ein katholischer Priester, Domvikar, Bischofssekretär und Domkapitular der Diözese Speyer; außerdem Päpstlicher Geheimkämmerer. Er gehörte dem sogenannten Mainzer Kreis an. 

## Leben
Johannes Cronauer ist 1793 in Clausen, Westpfalz, im Bistum Worms geboren. Nach der französischen Besetzung der deutschen Gebiete links des Rheines wurden gemäß Konkordat von 1801 zw. Papst Pius VII. und Napoleon, jeweils an den Départementssitzen auch gebietsmäßig deckungsgleiche Bistümer eingerichtet. Die alten Diözesen erklärte man (hinsichtlich ihrer linksrheinischen, nun französischen Gebietsteile) für aufgelöst. Clausen gehörte damals zum französischen Département du Mont-Tonnerre mit Departementssitz in Mainz. Zu dieser Großdiözese wurden die linksrheinischen Teile der alten Bistümer Mainz, Worms und Speyer zusammengefasst. Neuer Bischof war Joseph Colmar, ein herausragender Mann, der die Kirche in diesem Gebiet völlig reformierte und mit seinem Seminarregens Bruno Liebermann ein für die exzellente Ausbildung und Kirchentreue weithin berühmtes Seminar einrichtete. Unter ihrer Ägide und aus ihren Schülern bildete sich der sogenannte Mainzer Kreis, dem viele einflussreiche, meist geistliche Personen des 19. Jahrhunderts zuzurechnen sind. 
Johannes Cronauer trat in das Seminar seiner neuen Diözese zu Mainz ein und empfing dort am 31. August 1816 aus der Hand von Bischof Joseph Colmar die Priesterweihe. Zusammen mit ihm studierten da auch die späteren Bischöfen Johannes von Geissel und Nikolaus von Weis, mit denen er sein Leben lang befreundet blieb. Nach dem Ende der Franzosenzeit wurde 1817 der südliche Teil der Großdiözese Mainz wieder abgetrennt und daraus das neue Bistum Speyer formiert, wozu auch Clausen, der Heimatort Cronauers nun gehörte.  
Ab 2. November 1816 amtierte Cronauer als Domkaplan in Speyer, das zu jener Zeit noch zum Großbistum Mainz gehörte und kein Bischofssitz war. Als Matthäus Georg von Chandelle, der erste Bischof des neu erstandenen Bistums Speyer, die Diözesankurie formierte, ernannte ihn dieser am 9. Dezember 1821 zum Domvikar, wobei er dem Bischof auch als Sekretär und Reisebegleiter dienen musste. In dieser Eigenschaft begleitete er den greisen Oberhirten u. a. 1826 auf der tragischen Firmreise in die Westpfalz, von der dieser am 30. Juni sterbend in Speyer ankam, von Cronauer und einem Kammerdiener aus der Kutsche getragen werden musste und ca. 1 Stunde später in den Armen des Domvikars verschied, als er ihn gerade zur Toilette führen wollte.
Auch Chandelles Nachfolger Johann Martin Manl übernahm Domvikar Cronauer mit den gleichen Aufgaben wie bisher und beförderte ihn zusätzlich zum bischöflichen Zeremoniar. Später avancierte er überdies zum Sekretär des Generalvikars und des Diözesanoffizials. 
Als sein früherer Mitstudent Nikolaus Weis Bischof von Speyer geworden war, setzte sich dieser bei König Ludwig I. nachhaltig für die Ernennung des bewährten Cronauer zum Domkapitular ein. Der Monarch sprach die Ernennung mit Datum vom 19. Juli 1844 aus. Johannes Cronauer fungierte ab dieser Zeit als Domkapitular in der Bistumsleitung, behielt aber daneben seine Ämter als Sekretär des Generalvikars bzw. im Offizialat bis 1860 bei. 
Als Johann Jakob von Geissel, der frühere Speyerer Bischof, Koadjutorbischof bzw. Erzbischof von Köln geworden war, besuchte er öfter seine pfälzische Heimat und reiste dabei stets mit Johannes Cronauer im Lande herum. Umgekehrt besuchte auch Cronauer öfter den bischöflichen Freund in Köln, was Geissel z. B. am 20. Januar in einem Brief an Minister Karl von Abel konstatiert. Dort heißt es, Cronauer sei ihm seit der gemeinsamen Mainzer Seminarzeit „in Freundschaft zugethan“ und habe im Sommer 1843 mehrere Monate bei ihm in Köln zugebracht, um ihm, der nun unter fremden Menschen allein stehe, „den Trost eines befreundeten Umgangs zu gewähren“. Laut einem persönlichen Notizbuch Cronauers tätigte dieser zumindest in den ersten Jahren der Übersiedlung von Geissel nach Köln, noch für ihn Geschäfte in Speyer (Bankgeschäfte, Möbelkäufe, Erledigung von Korrespondenz etc.). Als Geissel 1857 Kardinal wurde, nahm er seinen Freund Domkapitular Johannes Cronauer zum Empfang des Kardinalshutes mit nach Rom. Die Reise fand statt vom 4. März bis zum 18. Mai des Jahres, wobei Cronauer zusammen mit Geissel an den Osterzeremonien im Vatikan teilnahm und beide mehrfach von  Papst Pius IX. empfangen wurden. Anlässlich der Abschlussaudienz am 1. Mai 1857 zeichnete der Pontifex Johannes Cronauer mit dem Titel eines Päpstlichen Geheimkämmerers (Ehrenprälat; Anrede: 'Monsignore') aus. 
Domkapitular Cronauer verstarb 1870 in Speyer und wurde auf dem alten Friedhof beigesetzt. Er vermachte sein Haus in der Stuhlbrudergasse der Kirche. Cronauers Grabstein ist auf dem heutigen Domkapitelsfriedhof bei St. Bernhard erhalten, es fehlt jedoch die ehemals vorhandene Figur in der Nische des Denkmals.